# Chile az 1972. évi nyári olimpiai játékokon
Chile az NSZK-beli Münchenben megrendezett 1972. évi nyári olimpiai játékok egyik részt vevő nemzete volt. Az országot az olimpián 5 sportágban 11 sportoló képviselte, akik érmet nem szereztek.

## Atlétika
Férfi
| Versenyző      | Versenyszám | Előfutam | Előfutam | Előfutam | Döntő   | Döntő    |
| Versenyző      | Versenyszám | Idő      | Hely.    | Össz.    | Idő     | Helyezés |
| -------------- | ----------- | -------- | -------- | -------- | ------- | -------- |
| Edmundo Warnke | 5000 m      | 13:43,6  | 5.       | 19.      | kiesett | kiesett  |

Női
| Versenyző   | Versenyszám   | Selejtező        | Selejtező        | Döntő    | Döntő    |
| Versenyző   | Versenyszám   | Eredmény         | Helyezés         | Eredmény | Helyezés |
| ----------- | ------------- | ---------------- | ---------------- | -------- | -------- |
| Rosa Molina | Súlylökés     | 14,61 m          | 17.              | kiesett  | kiesett  |
| Rosa Molina | Diszkoszvetés | nem állt rajthoz | nem állt rajthoz | kiesett  | kiesett  |

## Evezés
| Versenyző      | Versenyszám  | Előfutam | Előfutam | Vigaszág | Vigaszág | Elődöntő | Elődöntő | Döntő   | Döntő   | Döntő   | Helyezés    |
| Versenyző      | Versenyszám  | Idő      | Hely.    | Idő      | Hely.    | Idő      | Hely.    | Típus   | Idő     | Hely.   | Helyezés    |
| -------------- | ------------ | -------- | -------- | -------- | -------- | -------- | -------- | ------- | ------- | ------- | ----------- |
| Janis Rodmanis | Egypárevezős | 8:23,38  | 4.       | 8:29,66  | 4.       | kiesett  | kiesett  | kiesett | kiesett | kiesett | helyezetlen |

## Lovaglás
Díjugratás
| Versenyző                                   | Ló                     | Versenyszám | 1. forduló   | 1. forduló   | 2. forduló | 2. forduló | Összesen | Összesen |
| Versenyző                                   | Ló                     | Versenyszám | Pont         | Hely.        | Pont       | Hely.      | Pont     | Helyezés |
| ------------------------------------------- | ---------------------- | ----------- | ------------ | ------------ | ---------- | ---------- | -------- | -------- |
| Barbara Barone                              | Anahi                  | Egyéni      | visszalépett | visszalépett | kiesett    | kiesett    | kiesett  | kiesett  |
| Américo Simonetti                           | Altue                  | Egyéni      | visszalépett | visszalépett | kiesett    | kiesett    | kiesett  | kiesett  |
| René Varas                                  | Quintral               | Egyéni      | 8,00         | 13.          | 12,00      | 8.         | 20,00    | 10.*     |
| Barbara Barone Américo Simonetti René Varas | Quintral Ataulfo Anahi | Csapat      | 76,25        | 9.           | kiesett    | kiesett    | 76,25    | 9.       |

* - két másik versenyzővel azonos eredményt ért el

## Ökölvívás
| Versenyző        | Versenyszám | Selejtező         | 32-es főtábla                | Nyolcaddöntő            | Negyeddöntő       | Elődöntő          | Döntő             | Helyezés |
| Versenyző        | Versenyszám | Ellenfél Eredmény | Ellenfél Eredmény            | Ellenfél Eredmény       | Ellenfél Eredmény | Ellenfél Eredmény | Ellenfél Eredmény | Helyezés |
| ---------------- | ----------- | ----------------- | ---------------------------- | ----------------------- | ----------------- | ----------------- | ----------------- | -------- |
| Héctor Velásquez | Papírsúly   |                   | Vanduin Batbayar (MGL) · 5-0 | Ralph Evans (GBR) · 0-5 | kiesett           | kiesett           | kiesett           | 9.       |
| Martín Vargas    | Légsúly     | erőnyerő          | Calixto Pérez (COL) · 0-5    | kiesett                 | kiesett           | kiesett           | kiesett           | 17.      |
| Julio Medina     | Váltósúly   | erőnyerő          | Anatoly Khokhlov (URS) · RSC | kiesett                 | kiesett           | kiesett           | kiesett           | 17.      |

## Sportlövészet
Nyílt
| Versenyző      | Versenyszám | Pont | Helyezés |
| -------------- | ----------- | ---- | -------- |
| Jorge Uauy     | Skeet       | 191  | 17.      |
| Antonio Yaqigi | Skeet       | 187  | 32.      |